# THE VANILA
THE VANILA（ザ・バニラ）は、日本のロックバンドである。1988年〜1993年まで活動。2004年に再結成。

## メンバー
- 渡邊灰二（1月31日 - ）ボーカル・ギター 秋田県出身
- ハットリシン（8月18日 - ）ギター 神奈川県出身
- 坂巻晋（3月14日 - ）ベース 東京都出身

## ヒストリー
- 1988年 渡邊灰二 THE VANILA 結成。当時のメンバーには、元ZEPPET STOREの柳田(ドラム)が在籍。
- 1990年 伊藤毅（ex-JUN SKY WALKER(S)）がギタリストとして加入。
- 1993年 伊藤毅脱退。新ギタリストとして、元 MY LITTLE LOVER(現 The Birthday)の藤井謙二が参加するも、同年解散。
- 2004年 12月22日 大塚RED-ZONE にて11年ぶりに再結成。
- 2006年 新生 THE VANILA として活動を再開。サポートメンバーに、ギター大槻隆（ex-Sepa、maniac studio）、ドラム安部川"minzoku"右亮（猫騙）を迎え、9月に下北沢 cave beにてライブを行う。
- 2007年 企画イベント「FROM NOTHING REVIEW」をスタート。
- 2008年 5月 ギタリスト中村タロウ（ex-BOWL）が正式加入。結成から20年目にして、ファーストアルバムのレコーディングを開始。
- 2009年 夏、アルバムレコーディング終了。9月、ギタリスト中村タロウ脱退。
- 2010年 5月 BAD MUSICより、1st.アルバム「howl」リリース。発売記念ライヴでギタリストのハットリシンの正式加入がアナウンスされる。
- 2011年 1月 ドラマーの安部川“minzoku”右亮が正式加入。
- 2011年 5月 ベースの伊藤毅が脱退、坂巻晋（The Wells, ex-VANILLA）が加入。
- 2011年 10月 企画イベント「1-2-3-4!ROCK'N ROLL REVIEW!!」をスタート。
- 2012年 9月 すまいるFMにてレギュラーラジオ番組「THE VANILAのRock'n Roll Radio Club」(毎週木曜24:30)をスタート。
- 2013年 1月 ドラマーの安部川“minzoku”右亮が脱退。
- 2014年 10月 結成26周年記念イベント「THE VANILA Presents Vol.18 1-2-3-4! Rock'n Roll REVIEW!! 25th+1」を開催。
- 2017年 12月 2012年より5年間続けたFMレギュラーラジオ番組を終了。
- 2018年 1月 Podcast版「THE VANILAのRock'n Roll Radio Club」をスタート。
- 2019年 7月 2012年よりリリースし続けているライブ会場のみ発売の「ブートレッグシリーズ」からベストセレクトされた完全リマスター盤をリリース。